# Seconda base

Posizione della Seconda base sul campo da baseball

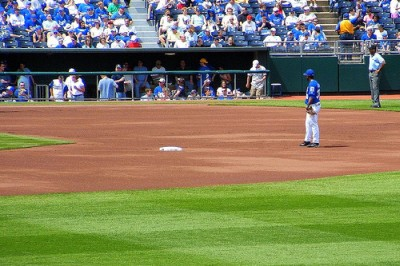
La seconda base del campo di Kansas City

Il seconda base (2B) è un ruolo difensivo del baseball e del softball, ricoperto dal giocatore che si occupa di difendere l'omonima base. Nelle annotazioni relative alle partite, la sua posizione è identificata dal numero 4.
Il seconda base divide con l'interbase il compito di mettere in atto il doppio gioco difensivo: in particolare, deve agire da pivot, rilanciando velocemente verso la prima base il passaggio ricevuto dal compagno, per cercare la doppia eliminazione sia del corridore verso la seconda base, e del battitore verso la prima.
Il seconda base, inoltre, deve coprire la prima base quando il proprio compagno la abbandona per raccogliere una palla smorzata (bunt), e spostarsi sul campo esterno per ricevere la palla battuta in profondità e raccolta dall'esterno destro.

## Seconda base membri della Hall of fame
21 giocatori che hanno disputato la maggior parte dei loro campionati professionistici nel ruolo di seconda base sono stati eletti nella Baseball Hall of Fame:
- Roberto Alomar
- Craig Biggio
- Rod Carew
- Eddie Collins
- Bobby Doerr
- Johnny Evers
- Nellie Fox
- Frankie Frisch
- Charlie Gehringer
- Joe Gordon
- Frank Grant
- Billy Herman
- Rogers Hornsby
- Nap Lajoie
- Tony Lazzeri
- Bill Mazeroski
- Bid McPhee
- Joe Morgan
- Jackie Robinson (iniziò la carriera in prima base, e la finì in terza)
- Ryne Sandberg
- Red Schoendienst

## Vincitori di multipli guanti d'oro
27 seconda base hanno vinto almeno 2 volte il premio assegnato ogni anno, in ognuna delle due leghe della Major League Baseball, al miglior difensore:
| - Roberto Alomar - 10 - Ryne Sandberg - 9 - Bill Mazeroski - 8 - Frank White - 8 - Joe Morgan - 5 - Bobby Richardson - 5 - Craig Biggio - 4 - Bret Boone - 4 - Bobby Grich - 4 - Orlando Hudson – 4 - Dustin Pedroia – 4 - Brandon Phillips – 4 - Luis Castillo - 3 - Nellie Fox - 3 |  | - Davey Johnson - 3 - Bobby Knoop - 3 - DJ LeMahieu – 3 - Harold Reynolds - 3 - Manny Trillo - 3 - Lou Whitaker - 3 - Robinson Canó – 2 - Tommy Helms - 2 - Ian Kinsler – 2 - Félix Millán - 2 - Plácido Polanco – 2 - Pokey Reese - 2 - Fernando Viña - 2 |